# 波洛 (伊利諾伊州)
波洛（英語：Polo）是一個位於美國伊利諾伊州奧格爾縣的城市。

## 地理
波洛的座標為41°59′13″N 89°34′38″W / 41.98694°N 89.57722°W，而該地的平均海拔高度為263米（即863英尺）。

## 人口
根據2010年美國人口普查的數據，波洛的面積為3.51平方千米，當中陸地面積為3.51平方千米，而水域面積為0.00平方千米。當地共有人口2355人，而人口密度為每平方千米670.94人。